# Apate terebrans
Apate terebrans is een keversoort uit de familie boorkevers (Bostrichidae). De wetenschappelijke naam van de soort is voor het eerst geldig gepubliceerd in 1772 door Pallas.
Apate terebrans is de typesoort van het geslacht Apate.